# Dammaningala, Channarayapatna
Dammaningala là một làng thuộc tehsil Channarayapatna, huyện Hassan, bang Karnataka, Ấn Độ.